# Turówka (gmina)
Turówka – dawna gmina wiejska w powiecie skałackim województwa tarnopolskiego II Rzeczypospolitej. Siedzibą gminy była Turówka.
Gminę utworzono 1 sierpnia 1934 r. w ramach reformy na podstawie ustawy scaleniowej z dotychczasowych gmin wiejskich: Faszczówka, Kokoszyńce, Łuka Mała, Rożyska, Tarnoruda i Turówka.
Po II wojnie światowej obszar gminy znalazł się w ZSRR.